# Marion Lenne
Pour les articles homonymes, voir Lenne.
Marion Lenne, née le 20 novembre 1974 à Gardanne (Bouches-du-Rhône), est une ingénieure en agro développement international (ISTOM) et femme politique française. Elle est élue députée de la 5e circonscription de la Haute-Savoie en 2017 sous l'étiquette La République en marche, qu'elle quitte en 2019.

## Biographie

### Carrière politique
Marion Lenne est élue au conseil municipal de Thonon-les-Bains sous l'étiquette de l'Union des démocrates et indépendants (UDI) lors des élections de mars 2014. Par fusion de liste, elle siège au sein de la majorité municipale qu'elle quitte en décembre 2016 avec deux autres colistiers, le maire ne respectant pas ses engagements. Elle cesse d'adhérer par la suite à l'UDI.
Elle se présente aux élections législatives de 2017 sous l'étiquette de La République en marche (LREM), dans la 5e circonscription de la Haute-Savoie qui regroupe les cantons d'Évian-les-Bains, de Sciez et de Thonon-les-Bains. Au deuxième tour, elle obtient 53,70 % face à la candidate de la droite dissidente,. Elle succède à Marc Francina, député sortant Les Républicains.
À l'Assemblée nationale, Marion Lenne est membre du groupe LREM. En raison de son activité de députée et pour le mandat unique dans la fonction et le temps, elle remet sa démission du conseil municipal le 31 août 2017.
En novembre 2019, elle co-signe une tribune avec dix autres députés LREM pour s’opposer aux mesures prévues par le gouvernement sur l’immigration concernant la santé et notamment l’aide médicale d’État (AME), plaidant pour ne pas céder « à l’urgence et à la facilité ». Trois semaines plus tard, elle annonce son départ de La République en marche, en raison de désaccords sur le fonctionnement du parti. Elle demeure cependant dans le groupe parlementaire.